# Silent Night, Deadly Night 3
Silent Night, Deadly Night 3 es una película de terror estadounidense de 1989, la segunda secuela de Silent Night, Deadly Night, lanzada directamente al VHS y dirigida por Monte Hellman.

## Argumento
Después de ser disparado por la policía al final de la película anterior, el infame asesino vestido de Santa Claus, Richard "Ricky" Caldwell, ha estado en coma durante seis años, con una bóveda transparente que ha sido fijada en su cabeza por los médicos con el fin de reparar su cráneo dañado. Queriendo contactar con Ricky, el excéntrico Dr. Newbury comienza a utilizar a una chica ciega clarividente llamada Laura Anderson, que intenta llegar a él. Una noche de Navidad, después de una sesión particularmente traumática con Newbury, Laura empieza a lamentar su participación en el experimento, pero Newbury trata de convencerla de que continúe, diciendo que pueden hablar más después que Laura vuelva a casa tras visitar a su abuela durante el feriado. Después que Laura es recogida en el hospital por su hermano mayor, Chris, un empleado del hospital borracho vestido de Santa Claus se pasea por la habitación de Ricky y comienza a burlarse de él, volviendo la conciencie en Ricky. Tras matar al imitador de Santa, Ricky escapa del hospital, llevando un abrecartas con él después de también matar a un recepcionista.
Laura es presentada por su hermano a su nueva novia, una azafata llamada Jerri con quien Laura tiene una antipatía. A medida que el trío se dirige a la casa de la abuela no se dan cuenta de que Ricky (que puede oír a Laura gracias a la conexión mental que se ha formado entre ellos) los sigue.

## Reparto
- Bill Moseley como Richard "Ricky" Caldwell.
- Laura Harring como Jerry.
- Richard Beymer como Dr. Newbury
- Samantha Scully como Laura Anderson.
- Robert Culp como el teniente Connely.
- Elizabeth Hoffman como la abuela Anderson.
- Richard C. Adams como Santa.
- Melissa Hellman como la ayudante del Dr. Newbury's
- Isabel Cooley como la recepcionista de hospital.
- Leonard Mann como el psiquiatra de Laura.
- Carlos Palomino como conductor de camión.
- Marc Dietrich como Craig.
- Jim Ladd como presentador de noticias.
- Richard N. Gladstein como Detective.

## Filmación
En una proyección en el Drafthouse Alamo en Austin, Texas, en julio de 2008, Hellman presentó la película, diciendo que pensó que era su mejor trabajo (aunque no su mejor película). Su estima por el trabajo se debió en parte, dijo, a la velocidad a la que fue el proyecto de poner todo junto. El guion original fue expulsado y reescrito en una semana, a partir de marzo. A finales de abril, la fotografía principal se llevó a cabo, la edición se hizo en mayo (con Hellman saco un poco de tiempo para ir al Festival de Cine de Cannes), y en julio de 1989 se produjo una impresión respuesta proyectado en un festival de cine.

## Lanzamiento
International Video Entertainment lanzó la película en VHS, mientras que Image Entertainment lo lanzó en disco láser. Lions Gate Entertainment publicó Silent Night, Deadly Night 3, junto con sus secuelas, Silent Night, Deadly Night 4: Initiation y Silent Night, Deadly Night 5: The Toy Maker como un conjunto de tres discos el 1 de diciembre de 2009. Se presentan en formato de pantalla completa sin características especiales incluidas.
Lions Gate relanzó la película en DVD, el 4 de enero de 2011 en una "colección de 4 películas", junto con My Best Friend is a Vampire, Repossessed y Slaughter High.

## Curiosidades
- La película se rodó en Dallas .
- La película que vemos en televisión, The Terror, es una película de terror de bajísimo presupuesto dirigida por Roger Corman en la que estuvieron presentes, de una manera u otra, habituales de sus producciones como Francis Ford Coppola, Monte Hellman, Jack Hill y Jack Nicholson.
- El primer guion fue escrito por Carlos Lazlo, pero que fue lanzada justo antes de empezar a rodar. Monte Hellman y Steven Gaydos lo reescribieron a toda prisa. Había sin embargo una de las causas y que terminó Gaydos recibido ningún crédito como guionista (aparece como asesor creativo), mientras que Hellman, además del director, es en los créditos de la asignatura.